# Festivalbar 1989
Il ventiseiesimo Festivalbar si svolse durante l'estate del 1989 con la finale nel consueto scenario dell'Arena di Verona. 
Fu l'anno in cui la trasmissione venne spostata da Canale 5 ad Italia 1.
Venne condotto da Gerry Scotti e Susanna Messaggio.
Le prime due puntate si tennero a Napoli nel parco della villa Comunale e furono trasmesse il 20 e il 27 giugno 1989. In questa edizione ci sono stati alcuni cantanti fuori concorso: Loretta Goggi, che ha presentato la canzone Desideri, Tom Petty (componente del gruppo Tom Petty and the Heartbreakers), che ha interpretato I Won't Back Down e Miguel Bosé, che ha cantato la canzone Ginnastica.
Le altre sedi di tappa furono in ordine Pisa, Capri nuovamente Pisa, Vigevano e Pieve di Cadore.
Il vincitore assoluto dell'edizione fu Raf con la canzone Ti pretendo, mentre Edoardo Bennato con l'album Abbi dubbi vinse la sezione 33 giri. Il premio speciale Europa andò a Zucchero per l'album Oro, incenso e birra. 

## Cantanti partecipanti
- Anna Oxa - Telefonami e Tutti i brividi del mondo
- Belen Thomas & Mike Francis - Survivor
- Betti Villani - What Have You Done to the Night (mi amor)
- Biagio Antonacci - Che fretta c'è
- Bliss - I Hear You Call
- Bravo - Dime se te gustò
- Celeste - Lover Boy
- Ciao Fellini - Four Fellini Go to Cinecittà
- Dario Gay - Dammi un'emozione
- Dori Ghezzi - Atlantic Bar
- Eddy Grant - Baby Come Back
- Edie Brickell & New Bohemians - What I Am e Circle
- Edoardo Bennato - Viva la mamma, Vendo Bagnoli e La luna
- Enrico Ruggeri - Che temperamento e Panama
- Fausto Leali - Pregherò
- Francesco Salvi - Il lupo
- Giampiero Artegiani - Madre Negra Aparecida
- Grace Jones - Amado mio e Love on Top of Love
- Grazia Di Michele - Solo i pazzi sanno amare
- Ivan Graziani - La sposa bambina
- Joe Cocker - When the Night Comes
- Joëlle Ursull - Miyel
- Jovanotti - La mia moto
- Kaoma - Lambada
- Ladri di Biciclette - Dr. Jazz e Mr. Funk (DiscoVerde)
- Lijao - Musica di strada
- Living in a Box - Gatecrashing
- Mango - Oasi
- Mark Boyce - Hey little girl
- Massimo Priviero - San Valentino
- Matia Bazar - Stringimi
- Mecano - Figlio della luna
- Meccano - Attenti a noi
- Mia Martini - Donna e Notturno
- Milk and Coffee - Boy Let Freedom Go
- Novecento - Darei
- One 2 Many - Downtown
- Paola Turci - Siamo gli eroi
- Papa Winnie - Rootsie & Bootsie
- Patty Pravo - Oltre l'Eden
- Raf - Ti pretendo e La battaglia del sesso
- Rettore - Zan zan zan
- Richard Marx - Satisfied
- Rossana Casale - Un cuore semplice
- Roxette - Dressed for Success e The Look
- Sabrina - Doctor's Orders, Sex e Gringo
- Sandy Marton - La paloma blanca
- Sarah Jane Morris - This Ain't Living
- Scialpi - Solitario
- Sharks - Il mio rock and roll
- Silencers - Razor Blades of Love
- Soulsister - The Way to Your Heart
- Spagna - This Generation
- Stadio - Puoi fidarti di me
- Steve Rogers Band - Tanto è lo stesso
- Swing Out Sister - Where in the World
- Tanita Tikaram - Twist in My Sobriety e Good Tradition
- Texas - I Don't Want a Lover
- The Painted World - Worldwide
- Tina - Boom boom
- Tony Esposito - Conga radio
- Transvision Vamp - Baby I Don't Care e The Only One
- Viktor Lazlo - City Never Sleeps
- Zucchero - Diavolo in me, Overdose (d'amore) e Il mare impetuoso al tramonto

## Organizzazione
Fininvest

## Direzione Artistica
Vittorio Salvetti